# Diogeniano (general)
Diogeniano o Diógenes fue un comandante militar del Imperio romano de Oriente (492-520).

## Biografía
Diogeniano era pariente de la emperatriz Ariadna, esposa primero del emperador  Zenón (r. 474-475, 476-491) y luego de Anastasio I (r. 491-518).
Participó en la guerra isáurica (492-497). En 492 luchó en la batalla de Cotyaeum, y en el 493 procedió al asedio de la ciudad de Claudiópolis, pero fue rodeado y bloqueado hasta la llegada de las fuerzas de Juan Gibbo.
No se sabe cuándo ni por qué, pero fue exiliado por Anastasio. El sucesor de Anastasio, Justino I, le hizo volver de su exilio (tal vez en el año 518) y lo nombró magister militum per Orientem, probablemente hasta 520.